# كياتبراووت سياوي
كياتبراووت سياوي (بالتايلندية: เกียรติประวุฒิ สายแวว) من مواليد 24 يناير 1986، لاعب كرة قدم تايلندي.
و هو يلعب مع نادي تشونبري، وسيذهب إلى التجربة مع نادي مانشستر سيتي الإنجليزي.
و هو يلعب مع منتخب تايلند لكرة القدم.

## روابط خارجية
- كياتبراووت سياوي على موقع الاتحاد الدولي (مؤرشف)  (الإنجليزية)
- كياتبراووت سياوي على موقع قاعدة بيانات كرة القدم.إي يو (الإنجليزية)
- كياتبراووت سياوي على موقع ناشيونال فوتبول تيمز (الإنجليزية)
- كياتبراووت سياوي على موقع Soccerway.com (الإنجليزية)
- كياتبراووت سياوي على موقع عالم كرة القدم.نت (الإنجليزية)
- كياتبراووت سياوي على موقع كووورة